# Hans Cieslarczyk
Hans Cieslarczyk (Herne, 1937. május 3. – Offenburg, 2020. június 8.) nyugatnémet válogatott német labdarúgó, csatár, edző.

## Pályafutása

### Klubcsapatban
1955-ben az SV Sodingen csapatában kezdte a labdarúgást. 1958 és 1962 között a Borussia Dortmund labdarúgója volt. Az 1962–63-as idényben a TSC Eintracht Dortmund, az 1963–64-es szezonban a Westfalia Herne játékosa volt. 1964 és 1968 között a Karlsruher SC csapatában szerepelt és itt fejezte be az aktív labdarúgást.

### A válogatottban
1957-ben kétszeres U21-es válogatott volt és egy gólt ért el. 1957 és 1958 között hét alkalommal szerepelt a nyugatnémet válogatottban és három gólt szerzett. Tagja volt az 1958-as svédországi világbajnokságon negyedik helyezést elért csapatnak. 1959-ben egy alkalommal a B-válogatottban is pályára lépett.

### Edzőként
1975 és 1981 között folyamatosan edzőként tevékenykedett. 1975 és 1977 között az SpVgg Fürth, 1977–78-ban a Stuttgarter Kickers vezetőedzője volt. 1978-ban az 1. FC Saarbrücken, 1979-ben az FC Augsburg szakmai munkáját irányította egy rövid ideig. 1979–80-ban az Offenburger FV és 1980–81-ben az ESV Ingolstadt csapatainál tevékenykedett.

## Sikerei, díjai
NSZK
- Világbajnokság
  - 4.: 1958, Svédország